# Rhabdochona kisutchi
Rhabdochona kisutchi är en rundmaskart. Rhabdochona kisutchi ingår i släktet Rhabdochona och familjen Thelaziidae. Inga underarter finns listade i Catalogue of Life.